# 小行星1741
小行星1741（1741 Giclas）是一颗绕太阳运转的小行星，为主小行星带小行星。该小行星于1960年1月26日发现。
該小行星以美國天文學家亨利·李·吉克拉斯命名。

## 轨道参数
小行星1741的轨道半长轴为2.8845471 UA，离心率为0.068。